# Yeahhhhhh...at武道館
『Yeahhhhhh...at武道館』は、1982年に発表されたRCサクセションのライブ・アルバム。

## 解説
RCサクセション初の日本武道館コンサートを収録。カセットテープのみの発売。「オー、イェーイ」、「武道館、ベイビー」、「愛し合ってるかい?」など観客とのやり取りも収録され、ライブの臨場感が伝わる内容。通常盤のコンパクトカセットのハーフカラーがグレーだったのに対し「天使のイヤリング」付属の限定盤はピンクであった。同時期に発売された映像作品『RC SUCCESSION AT BUDOHKAN』では本作収録曲に加え、「よォーこそ」「恐るべきジェネレーションの違い（Oh,Ya!）」が収録されている。

## 収録曲

### Side 1
1. ロックンロール・ショー
（作詞・作曲－RCサクセション）
2. Sweet Soul Music
（作詞・作曲－忌野清志郎）
3. ダーリン・ミシン
（作詞・作曲－忌野清志郎）
4. ガ・ガ・ガ・ガ・ガ
（作詞・作曲－G忌麗）
5. 多摩蘭坂
（作詞・作曲－忌野清志郎）
6. チャンスは今夜
（作詞・作曲－仲井戸麗市・忌野清志郎）

### Side 2
1. あきれてものも言えない
（作詞・作曲－忌野清志郎）
2. トランジスタ・ラジオ
（作詞・作曲－忌野清志郎・G1,238,471）
3. ブン・ブン・ブン
（作詞・作曲－忌野清志郎）
4. スローバラード
（作詞・作曲－忌野清志郎・みかん）
5. 雨あがりの夜空に
（作詞・作曲－忌野清志郎・仲井戸麗市）